# Athrotaxis selaginoides
Athrotaxis selaginoides — вид хвойних рослин родини кипарисових.

## Поширення, екологія
Країни проживання: Австралія (Тасманія). Велике дерево зазвичай зустрічаються в перехідній зоні до гірських евкаліптових лісів; на великих висотах зустрічається рідше, і трапляється на берегах озер або поряд потоків в захищених місцях. Діапазон висот в основному між 730 і 1200 м над рівнем моря але іноді зустрічається до 400 м. Росте в кислих, скелястих (осипах) або торф'яних ґрунтах, які зазвичай вологі.

## Морфологія
Конічне дерево до 30 м заввишки і 2 м діаметром, часто з довгим чистим стовбуром і невеликим чубчиком крони. У відкритих умовах може бути невеликим, крученим, кущеподібним, притиснутим до землі. Кора темно-оранжево-червона, злегка борозниста, розшаровується в довгі смужки, м'які і пористі. Листки розташовані по спіралі, блискуче зелені, гострі, шилоподібні, ланцетні, 8–13 мм довжиною, з двома яскравими блакитнувато-білими смугами внизу. Чоловічі шишки з 2 пилковими мішками. Жіночі шишки на стеблах 2–3 мм довжини, кулясті, 2,5–3 см довжиною, помаранчеві стаючи коричневими; луски паперові, трикутні, загострені, зубчасті. Насіння 2–4 в шишковій лусці.

## Використання
Забезпечує відмінну деревину для спеціального використання, напр. різьба по дереву і токарне ремесло. Тим не менше, практично всі дерева, в тому числі сухостої, тепер знаходяться в межах охоронних територій і видалення їх заборонене. В садівництві вид присутній лише в дендраріях та інших ботанічних колекціях.

## Загрози та охорона
Основною причиною зниження в минулому були пожежі. Як і інші два види Athrotaxis, А. selaginoides чутливий до вогню. Майже 84% всього населення міститься в охоронних районах.